# Pojasnilo (sura)
Pojasnilo (arabsko Fussilat) je 41. sura (poglavje) v Koranu, ki jo sestavlja 54 ajatov (verzov). Je meška sura.
Med opravljanjem molitve (salata oz. namaza) pri tej suri verniki opravijo 6 ruku'jev (priklonov).